# Não Se Pode Viver sem Amor
Não se pode viver sem amor é um filme brasileiro lançado em 2010, do gênero drama escrito, produzido e dirigido por Jorge Duran.

## Sinopse
Gabriel e Roseli saem da cidade do interior em que vivem e vão para o Rio de Janeiro encontrar o pai que os abandonou. Curiosamente ele também se chama Gabriel.

## Elenco
- Cauã Reymond...... João
- Simone Spoladore...... Roseli
- Ângelo Antônio...... Pedro
- Victor Navega Motta...... Gabriel
- Fabíula Nascimento...... Gilda

## Prêmios
O filme ganhou alguns prêmios no Festival de Gramado de 2010.
- Melhor roteiro (Jorge Duran e Dani Patarra)
- melhor atriz (Simone Spoladore
- Fotografia (Luís Abramo)